# Deneir Martins
Deneir Martins é um artista visual brasileiro nascido em 1954 em Campos dos Goytacazes atualmente residente na cidade de Magé. Carioca de criação, Deneir começa a participar de exposições coletivas aos 21 anos, já na segunda metade dos anos de 1970. Então pintor, o jovem artista crescido na Baixada tentava obter espaço, não sem algum sucesso, no disputado circuito expositivo e mercadológico de artes da capital fluminense. Mas seria apenas em 1992 que sua obra, e sua visibilidade nesse mesmo circuito, assumiria novos rumos. Neste ano, a cidade do Rio de Janeiro recepcionou a maior conferência internacional sobre o meio ambiente: Rio-92. Após sua participação como espectador no evento organizado pela ONU, que alertava sobre a degradação ambiental e propunha bases para um desenvolvimento sustentável, Deneir passa a recorrer à reciclagem como “linguagem” artística. 
Abandonando os pincéis para empunhar ferramentas mais pesadas, como serras, martelos e até máquinas de soldagem, o artista passa a garimpar em aterros e ferros velhos em busca de materiais descartados que, em suas mãos, ganham novos propósitos. São os objetos mais banais, como latas, lâmpadas, rodas, móveis velhos, sucatas de eletrodomésticos e carros, que vêm a incorporar suas assemblagens e esculturas. Propondo-lhes novos caminhos e significados, Deneir nos convida a olhar para essa matéria residual de outra forma: uma forma mais generosa, mais valorosa e mais crítica. Redescoberto pelo artista, como o será pelo espectador, esse material é recortado, dobrado, moldado e colado repetidas vezes, recebendo ou não um revestimento colorido, para dar forma a balões, bandeiras, relevos abstrato-geométricos e esculturas de apelo conceitual. 
"No âmbito da expressão de brasilidade que emerge da obra de Deneir, o mergulho no grande caldeirão da arte moderna é facilmente reconhecível. Ele partilha com a tradição internacional do “ready made” o rompimento das fronteiras entre o trabalho artístico e vida cotidiana e o gosto pelo uso de objetos banais, antiartísticos, mas torna-se seu avesso pela transformação que neles promove a partir de um processo que reverencia a artesania e o bem-fazer. Ele também reinventa o neo-impressionismo pintando com alumínio obras nas quais tanto a cor quanto o desenho são formados pela lata cortada. Da arte brasileira abraça as tradições de Volpi e Palatnik."
Também é em 1992 que, formado professor pela Secretaria do Estado de Educação (SEE), assume o cargo, o qual ainda ocupa na atualidade, de animador cultural, realizando atividades artísticas educativas com alunos de colégios da rede estadual. Já há alguns anos dando aulas de cerâmica com seu “Projeto João de Barro”, Deneir divide-se até os dias de hoje entre os dois ofícios -  o de professor e o de artista -, bem como entre dois ateliês - aquele na escola em que atua e o de sua produção pessoal, localizado em Piabetá, nos fundos de sua casa, e batizado carinhosamente por um de seus amigos como “Fundo de Quintal”.
“Cria” da Baixada Fluminense, o artista relata um impacto positivo da diversidade com que esbarra na região, a qual conta com uma população de mais de dois milhões de habitantes, na sua obra. Mas, se por um lado, vemos a multiplicidade de origens e vivências presentes nesse verdadeiro “caldeirão cultural”, por outro, Deneir ressalta uma característica compartilhada: a capacidade de adaptação. Contando com alguns dos municípios com os menores índices socioeconômicos do Estado, não surpreende que, para contornar a falta de acessos das mais variadas naturezas, a adaptabilidade se torne uma prerrogativa entre seus moradores. É evidente a forma como esses marcadores sociais e essa capacidade de “se virar”, nas palavras do próprio artista, encontram-se refletidos em sua obra, a qual é criada, vale lembrar, a partir da coleta de descartes.  Obrigado a se “adaptar” desde o início da sua carreira, então como pintor, quando recorria às opções mais econômicas de tintas e pigmentos alternativos, e agora como artista contemporâneo, seu contexto foi essencial à constituição e ao amadurecimento de sua criatividade, que o artista pouco acredita se tratar de um dom inerente.